# Аделаїда Кейн
Аделаїда Кейн (англ. Adelaide Kane; нар. 9 серпня 1990, Перт, Австралія) — австралійська актриса.

## Біографія
Аделаїда народилася в Австралії. Її батько із Глазго. По материнській лінії вона француженка, шотландка та ірландка. Навчалася в англіканській школі Святой Хільди для дівчат. Коли Кейн почала зніматися у серіалі «Сусіди», родина переїхала до Мельбурна.

## Кар'єра
З шести років Кейн захопилася акторською майстерністю. Але першу значущу роль вона отримала лише у 2006, коли виграла конкурс від журналу «Dolly». Головним призом цього змагання був тримісячний контракт на зйомки в австралійській мильній опері «Сусіди». У грудні того ж року актриса була змушена покинути проект, оскільки її контракт не було подовжено.
У листопаді 2012 було оголошено, що Кейн зіграє роль Кори Хейл у молодіжному телесеріалі «Вовченя».
У 2013 почались зйомки серіалу «Царство». Кейн зіграла головну роль — Марію Стюарт.
У мультсеріалі «Дракони» озвучила королеву Малу.

## Особисте життя
З 2013 зустрічалася з актором Шоном Тілом, з яким познайомилась на зйомках серіалу «Царство».
У лютому 2021 року Кейн зізналася, що є бісексуалкою.

## Фільмографія

### Фільми
| Рік  | Назва             | Оригінальна назва       | Роль             | Примітки        |
| ---- | ----------------- | ----------------------- | ---------------- | --------------- |
| 2010 | «Секрети гори»    | Secrets of the Mountain | Джейд Енн Джеймс | телефільм       |
| 2012 | «Кози»            | Goats                   | Обрі             |                 |
| 2012 | «Ущелина Доннера» | Donner Pass             | Ніколь           |                 |
| 2013 | «Судна ніч»       | The Purge               | Зої Сендін       |                 |
| 2013 | «Голосніше слів»  | Louder Than Words       | Стефані Ферері   |                 |
| 2013 | «Кривавий пунш»   | Blood Punch             | Небікі           |                 |
| 2013 | «Лист додому»     | A Letter Home           | Емілі Фелдман    | короткометражка |
| 2014 | «Рука диявола»    | The Devil's Hand        | Рут              |                 |
| 2015 |                   | Realm                   | Клер Деніельс    | короткометражка |
| 2016 |                   | The Big Grab            | Лілі Спрінгер    | телефільм       |
| 2021 | «Зоряний рубіж»   | Cosmic Sin              | Фіона Арден      | телефільм       |

### Серіали
| Рік       | Назва (укр.)                     | Назва (англ.)                 | Роль                    | Примітки                                     |
| --------- | -------------------------------- | ----------------------------- | ----------------------- | -------------------------------------------- |
| 2007      | «Сусіди»                         | Neighbours                    | Лоллі Аллен             | головна роль                                 |
| 2009      | «Могутні рейнджери»              | Power Rangers RPM             | Тенайя 7                | головна роль; 17 сезон                       |
| 2010      | «Приємно та жорстоко»            | Pretty Tough                  | Чарлі                   | головна роль                                 |
| 2013      | «Вовченя»                        | Teen Wolf                     | Кора Хейл               | 12 епізодів                                  |
| 2013—2017 | «Царство»                        | Reign                         | Марія I Стюарт          | головна роль                                 |
| 2016—2018 | «Дракони»                        | Dragons: Race to the Edge     | королева Мала           | озвучення; 11 епізодів                       |
| 2017—2018 | «Якось у казці»                  | Once Upon a Time              | Дрізелла / Айві Белфрей | 13 епізодів                                  |
| 2019      | «Назустріч пітьмі»               | Into the Dark                 | Венді                   | Епізод: "Uncanny Annie"                      |
| 2019—2020 | «Морські котики»                 | SEAL Team                     | Ребекка Боуен           | 9 епізодів                                   |
| 2020      | «Це — ми»                        | This Is Us                    | Хейлі Деймон            | Епізод: "Strangers: Part Two"                |
| 2022—2024 | «Анатомія Грей»                  | Grey's Anatomy                | доктор Жюль Міллен      | 38 епізодів                                  |
| 2023      | «Зоряний шлях: Дивні нові світи» | Star Trek: Strange New Worlds | Сера                    | Епізод: "Tomorrow and Tomorrow and Tomorrow" |